# Perce Blackborow

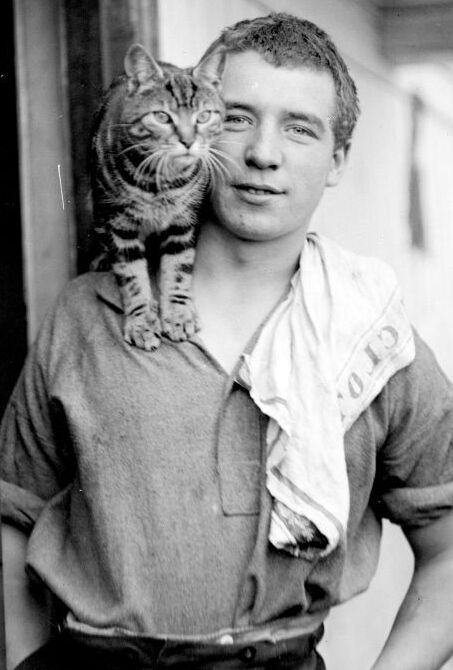
Perce Blackborow mit Mrs. Chippy (1914)

Perce Blackborow (* 8. April 1894 in Newport, Wales; † 8. Januar 1949 ebenda) war ein walisischer Seemann, der als blinder Passagier bei der Endurance-Expedition (1914–1917) unter Leitung des britischen Polarforschers Ernest Shackletons in die Antarktis fuhr. Er war der erste blinde Passagier der Polarforschung.

## Frühes Leben
Blackborow wurde als Sohn des Schiffskellners John Edward Colston Blackborow (1871–1940) und der Irin Annie Margaret Powell (1874–1918) in der Hafenstadt Newport in Wales geboren. Er hatte fünf Brüder und drei Schwestern. Mit zwölf begann er, in den Docks zu arbeiten. Seine Jugend verbrachte er hauptsächlich auf Handelsschiffen. 1912 konnte er, indem er sich als volljährig mit Geburtsjahr 1893 ausgab, elf Wochen auf der Ladywood arbeiten. Auf der Golden Gate fuhr er 1914 über den Atlantik und freundete sich mit dem US-Amerikaner William Lincoln Bakewell an. Das Schiff strandete jedoch auf dem Río de la Plata nahe Montevideo, und alle Seeleute mussten sich neue Arbeit suchen.

## Endurance-Expedition
Blackborow segelte nach Buenos Aires, um dort Arbeit zu finden. Er bewarb sich zusammen mit Bakewell als Matrose auf der Endurance, wo jüngst drei Crewmitglieder entlassen worden waren. Die Endurance sollte unter Expeditionsleiter Ernest Shackleton in die Antarktis segeln und Teile der Mannschaft sollten als erste den antarktischen Kontinent durchqueren. Bakewell wurde angenommen, der 18-jährige Blackborow wegen seiner Jugend und mangelnder Erfahrung aber nicht. Er durfte jedoch auf dem Schiff arbeiten, so lange es im Hafen lag; seine Aufgabe war unter anderem, sich um die über siebzig Schlittenhunde zu kümmern. Bakewell und Walter How fürchteten, dass die Endurance unterbesetzt sei, und schmuggelten Blackborow nachts an Bord, bevor das Schiff am 26. Oktober 1914 ablegte. Sie versteckten ihn in einem Schrank zwischen Kleiderhaufen und versorgten ihn mit Essen.
Am dritten Tag auf See wurde er nach einem Hinweis von Frank Worsley entdeckt. Da er nicht stehen konnte, musste Blackborow bei seiner Begegnung mit Shackleton in einem Stuhl sitzen. Shackleton hielt dem blinden Passagier eine strenge und furchteinflößende Wutrede vor der gesamten Besatzung. Das hatte den gewünschten Effekt, dass sich die beiden Komplizen durch ihre Reaktion zu erkennen gaben. Zuletzt sagte Shackleton zu Blackborow: „Weißt du, dass wir auf solchen Expeditionen oft Hunger leiden, und wenn ein blinder Passagier zur Verfügung steht, werden wir ihn als Erstes verspeisen?“ Darauf antwortete Blackborow: „Aus Ihnen würde man viel mehr Fleisch herausbekommen, Sir.“ Shackleton verbarg ein Lächeln und befahl: „Stellt ihn zuerst dem Koch vor.“ Blackborow stellte sich als Gewinn für die Expedition heraus und wurde schließlich in der Funktion Steward mit einem Gehalt von 3 Pfund pro Monat offiziell Mitglied, was später nicht bereut wurde. Der leise und untersetzte, aber athletische Blackborow war unter der Crew wegen seiner lässigen Art beliebt. Als Gehilfe von Schiffskoch Charles Green arbeitete er in der Kombüse, wo er die längsten regulären täglichen Arbeitszeiten aller Besatzungsmitglieder hatte. Er war mit Green im Vorschiff untergebracht. Er las viel in der Schiffsbibliothek und half oft Fotograf Frank Hurley beim Aufnehmen von Bildern.
Blackborow wird als bereitwillig und fähig charakterisiert; er musste aber durch Lernen und praktisches Arbeiten seine fehlende Erfahrung auf Segelschiffen ausgleichen. Expeditionsmitglied Thomas Orde-Lees beschrieb Blackborow als loyal zur Expedition, „peinlich sauberen und gewissenhaften jungen Kerl“, der „für sein Alter erstaunlich verlässlich und kompetent“ sei. Sein einziger Feind sei sein hastiges Gemüt, das sich seit Beginn der Expedition stark gebessert habe. Er sei sehr interessiert an den Hunden und allen Außenaktivitäten und Spielen. Shackleton hatte eine sehr hohe Meinung von Blackborow. Er hob ihm gegenüber auch die Notwendigkeit der Bildung hervor und ermutigte ihn, die Schiffsbibliothek zu nutzen.
Die Endurance wurde vom Eis eingeschlossen und nach achtmonatiger Drift zerstört; daraufhin lagerte die Expedition ein halbes Jahr auf dem Eis. Green und Blackborow benutzten Robben- und Pinguinfett als Brennstoff für ihren Ofen und hatten daher oft schwarze Gesichter, was ihnen unter der Mannschaft die Spitznamen „Potash und Perlmutter“ nach den Geschichten von Montague Glass einbrachte. Im April 1916 fuhr die Crew schließlich nach Elephant Island, Blackborow auf dem kleinsten Rettungsboot, der Stancomb-Wills. Er hatte allerdings die Lederstiefel statt der Filzstiefel aus dem sinkenden Schiff genommen und zog sich auf der Fahrt mit dem Boot schwere Erfrierungen an beiden Füßen zu, weshalb er nicht gehen konnte. Am 15. April erreichten sie einen schmalen Kiesstrand und Shackleton wollte Blackborow, dem Jüngsten der Mannschaft, die Ehre überlassen, als Erster die Insel zu betreten. Shackleton half ihm über die Reling und der fast komatöse Blackborow fiel ins flache Wasser. Man verkündete, er sei der erste Mann, der auf Elephant Island saß, und trug ihn ans Ufer.
Nachdem Shackleton und fünf weitere Männer am 24. April mit der James Caird zur Rettungsfahrt aufgebrochen waren, blieb Blackborow mit dem Rest der Crew unter Leitung von Frank Wild zurück und wartete. Nahezu alle waren schlechter Gesundheit und Stimmung. Blackborow hatte starke Schmerzen und war größtenteils unbeweglich. Durch seine Erfrierungen zog er sich Gangrän im linken Fuß zu und war die größte medizinische Sorge des Schiffsarztes Alexander Macklin. Am 15. Juni sah Macklin sich gezwungen, Blackborows Zehen zu amputieren, wobei er sich vom zweiten Schiffsarzt James McIlroy helfen ließ. Dazu wurde Blackborow unter Chloroform als Anästhesiemittel gesetzt. Erster Offizier Lionel Greenstreet beschrieb die Operation wie folgt: „Blackborow wurden … alle Zehen seines linken Fußes entfernt, ¼-Zoll-Stümpfe blieben übrig … Das arme Schwein verhielt sich großartig und es verlief ohne Schwierigkeiten … Von Anfang bis Ende 55 Minuten. Als Blackborow zu sich kam war er heiter und fing direkt an zu scherzen.“ Im August schwoll Blackborows Fuß wieder an und entzündete sich, was auf eine Osteomyelitis hindeutete. Als einziger Expeditionsteilnehmer trug Blackborow bleibenden Schaden davon.
Nachdem die Situation schon ausweglos schien, kam am 30. August 1916 doch die Rettungsmannschaft und Macklin trug Blackborow aus der improvisierten Hütte nach draußen, um das nahende Rettungsschiff Yelcho zu sehen. Am 3. September traf die Mannschaft nach fast zwei Jahren in Isolation in Punta Arenas in Chile ein.

## Späteres Leben
Nach der Rückkehr der Expedition musste Blackborow zur Behandlung seiner Erfrierungen am linken Fuß drei Monate im Krankenhaus in Punta Arenas verbringen. Bei seiner Rückkehr nach Newport in Südwales wurde er von der Willkommensfeier am Bahnhof überwältigt und ging stattdessen an der anderen Seite hinaus, um ihr zu entgehen. Er erhielt die bronzene Polarmedaille für seinen Dienst auf der Expedition. Im seit vor Expeditionsbeginn tobenden Ersten Weltkrieg stellte er sich der Royal Navy zur Verfügung, wurde jedoch aufgrund seiner Amputationen abgelehnt. Bis 1919 diente er in der Handelsmarine auf Transportschiffen und wurde danach Schiffsmann in den Alexandradocks in Newport. Nebenbei war er Fischer.
Im Gegensatz zu anderen Expeditionsteilnehmern sprach Blackborow nicht oft über seine Erfahrungen und lehnte Radioauftritte und Interviews ab. Seinen einzigen Vortrag hielt er auf Bitten eines Freundes dem YMCA Boys Club in Newport. Darin sprach er über Shackleton, die Endurance-Expedition und seine Erfahrungen unter Shackletons Führung.
Er heiratete die Irin Kate Kearns, mit der er die sechs Kinder Jack, Jim, Peggy, Ken, Joan und Phillip bekam, von denen Jack mit neun Jahren und Philip im Säuglingsalter starben. Sie wohnten im Bezirk Maesglas in Newport. Mit Bakewell und How, die ihn an Bord der Endurance geschmuggelt hatten, blieb Blackborow befreundet. Er starb 1949 nach einem unteren Atemwegsinfekt an chronischer Bronchitis und einem Herzfehler in Newport; er wurde auf dem St. Woolos Cemetery begraben.
Blackborows Geschichte wurde in mehreren fiktionalisierten Büchern verewigt, z. B. Victoria McKernans Shackleton’s Stowaway, Mirko Bonnés Der eiskalte Himmel, das die Geschichte der Expedition aus Blackborows Perspektive schildert, und Willy Mitchells Cold Courage: Extraordinary Times.